# Tamino (personnage)
Pour les articles homonymes, voir Tamino.
Tamino est un personnage de l'opéra La Flûte enchantée de Wolfgang Amadeus Mozart, composé sur un livret d'Emanuel Schikaneder.

## Personnage
Tamino est un personnage masculin de La Flûte enchantée de Mozart, dont le rôle est écrit pour une voix de ténor,,.
C'est un prince égyptien et d'une certaine façon le héros de l'opéra. Le rideau s'ouvre d'ailleurs sur lui. Il est sauvé d'un serpent par les Trois Dames, qui lui montrent une image de Pamina – la fille de la Reine de la Nuit –, dont il tombe amoureux. Il part alors à sa recherche, accompagné par l'oiseleur Papageno. Pour concrétiser son amour, il doit prouver sa valeur et réussir les épreuves imposées par Sarastro. Il y parvient, témoignant d'un caractère empreint de dignité et de noblesse,.
Symboliquement, Tamino est « une sorte de chevalier errant parti à la recherche de son idéal ». À travers son cheminement, il représente « l'être humain prisonnier de l'illusion et peu à peu initié à la science libératrice par une société mystérieuse qui, par bien des aspects, évoque la franc-maçonnerie dont Mozart fut, on le sait, un affilié ».

## Airs
Dans l'opéra, Tamino ne chante qu'un seul grand air, « Dies Bildnis ist bezaubernd schön », à mi-chemin entre l'aria, le récitatif accompagné et le futur lied, « où l'orchestre commente plus qu'il n'accompagne ». 
Il est cependant présent dans plusieurs autres scènes, notamment à la fin de l'acte I avec l'Orateur, « l'un des plus beaux dialogues de l'histoire de l'opéra ». Seul dans la scène suivante, il entend un chœur invisible lui répondre, « avant d'entonner une mélodie joyeuse à sa flûte enchantée, qui répond aux guirlandes du glockenspiel de Papageno ». 
Vocalement, Tamino « représente la quintessence du ténor mozartien ». Sa tessiture se situe entre celle d'Idoménée dans Idomeneo, re di Creta et de Belmonte dans Die Entführung aus dem Serail.. 

## Interprètes
Le rôle a été créé en 1791 par Benedikt Schack, dont la femme tenait le rôle de la Troisième Dame,,.
Au XXe siècle, les ténors Léopold Simoneau, Ernst Haefliger, Anton Dermota, Fritz Wunderlich et Peter Schreier sont des grands interprètes du rôle,.